# Aéroport de Bokoro (RDC)
L'Aéroport de Bokoro est un aéroport servant la ville de Bokoro dans la province de Mai-Ndombe, en République démocratique du Congo. La province de Mai-Ndombe est l'une des trois régions lesquelles l'ancienne province de Bandundu a été divisée.

## Anecdote
Officiellement, l'aéroport de Bokoro n'a pas de code OACI. Cependant, le code FZBC est attribué à l'aéroport de Bikoro, qui servirait la ville de Bikoro. Bikoro n'a jamais eu d'aéroport, comme le confirment diverses cartes anciennes et cartes aéronautiques. Elle est desservie par l'aérodrome de Yembe-Moke (FZEM) situé à 7 miles au nord-est de la ville. De plus, la troisième lettre "B" du code indique que l'aéroport est situé dans l'ancienne province de Bandundu. Bikoro est situé dans l'ancienne province de l'Équateur. Il est donc supposé que FZBC est en fait le code OACI prévu pour l'aéroport de Bokoro qui a été attribué à tort en raison d'une erreur d'orthographe.

## Situation en RDC
| Bandundu Basango Mboliasa Bunia Gbadolite Gemena Goma Ilebo Kalemie Kananga Kikwit Kindu Kinshasa-Ndjili Kinshasa-N'Dolo Kisangani Kolwezi Lodja Lubumbashi Matari Matadi Mbandaka Mbuji Mayi Nioki Tshikapa Tshumbe |